# Enthephippion
Enthephippion is een geslacht van rechtvleugeligen uit de familie sabelsprinkhanen (Tettigoniidae). De wetenschappelijke naam van dit geslacht is voor het eerst geldig gepubliceerd in 1915 door Bruner.

## Soorten
Het geslacht Enthephippion  is monotypisch en omvat slechts de volgende soort:
- Enthephippion obscuripenne (Bruner, 1915)